# Макаров, Валерий Константинович
Вале́рий Константинович Мака́ров (9 июня 1947 — 7 июля 1992, Омск) — советский артист Омской филармонии, поэт.

## Биография
Родился в Омске 9 июня 1947 года, в семье военного и домохозяйки. Его отец дослужился до звания старший лейтенант. Служил в Омском ВОКУ. Другом Валерия с детства был Сергей Рябов (04.11.1952-23.05.2019). Их отцы были офицерами советской армии. Его мама, Вера Макарова, до последних дней жизни дружила с Анной Андреевной Рябовой (мамой Сергея Рябова), даже после смерти дяди Валерия и безвозвратного отъезда Алексея Макарова и его мамы Любови Полищук Анна Андреевна и Вера Макарова были подружками. Сергей Рябов дружил с Валерием до его смерти. И очень переживал преждевременную кончину друга детства! Валерий с детства мечтал быть артистом. Но по окончании школы поступать в театральный вуз не рискнул.
Он поступил в Омский педагогический институт на исторический факультет, где стал звездой самодеятельности и познакомился с будущей супругой — Любовью Полищук. Он был душой любой компании: играл на гитаре, пел, танцевал. Валерий и Любовь стали вместе выступать на сцене, а потом были отобраны для учёбы во Всероссийской творческой мастерской эстрадного искусства в Москве, причём Валерий раньше Любови.
Именно в Москве Макаров и Полищук впервые представили дуэт «На эстраде — омичи». В 1968 году их пригласили выступить в Кремлёвском дворце съездов, и премьера прошла с большим успехом.
По окончании учёбы они вернулись в Омск и стали артистами областной филармонии.
В 1968 году Валерия призвали в армию: он служил по специальности, в эстрадном ансамбле Сибирского военного округа. После демобилизации Валерия пара решила пожениться, что и произошло в 1971 году.
15 февраля 1972 года в семье родился сын Алексей. Макаров и Полищук продолжали работать в дуэте.
Полищук утверждала, что в Москву их с Валерием пригласил бывший руководитель Омской филармонии Ю. Л. Юровский, став директором Росконцерта (ноябрь 1971 г.). Кроме того, мать Валерия Константиновича утверждала, что в Москву пара подалась из-за конфликтов в коллективе, где они работали. По приезде они стали артистами Московского мюзик-холла. Чтобы обустроить молодых в Москве, мать Валерия поменяла свою двухкомнатную квартиру на однокомнатную, а полученную доплату отдала сыну на первый взнос в кооператив.
В 1976 году Валерий Константинович и Любовь Григорьевна развелись из-за участившихся конфликтов на почве быта и работы: как артистка Полищук оказалась более востребованной и сначала при разводе отказалась от алиментов. Но когда Валерий стал прилично зарабатывать в ВИА «Ровесники», подала на алименты, что очень обидело его, тем более что при разводе и размене трёхкомнатной кооперативной квартиры он отдал жене с сыном двухкомнатную, а сам переселился в комнату в коммуналке.
После развода с Полищук Макаров долго жил один. Потом женился вторично, в браке родилась дочь Елена. Но этот брак просуществовал недолго, и после расставания с Татьяной Макаров оставил жене жильё в Москве, а сам вернулся в родной Омск.
Сын Алексей назвал разрыв с отцом трагедией своей жизни, предостерегая других людей от ошибки, сделанной отцом: он настолько обиделся на жену, что решил никоим образом не проявлять своих чувств по отношению к сыну. Поступив на 1 курс ГИТИСа, Алексей полетел в Омск, чтобы поговорить с отцом как взрослый мужчина, но не нашёл его. А через месяц Валерий Константинович скончался от сердечного приступа на 46-м году жизни, 7 июля 1992 года в Омске. Любовь Григорьевна Полищук смогла проводить мужа в последний путь. Он был похоронен на Северо-восточном кладбище.
В 1996 году вышел посмертный сборник стихов Валерия Макарова — «Я успел влюбиться в одиночество…».

## Семья
- Отец — Константин Ильич Макаров (1919—1972).
- Мать — Вера Ивановна Макарова (1922—2014).
- Первая жена (1971—1976) — Любовь Полищук, советская и российская актриса театра и кино, певица, театральный деятель и педагог.
  - Сын — Алексей Макаров (род. 1972), актёр.
- Вторая жена — Татьяна, балерина.
  - Дочь — Елена[1].